# Ali Bongo Ondimba
Ali Bongo Ondimba, rođen kao Alan Bernard Bongo (Brazzaville, 9. veljače 1959.) - gabonski političar i drugi po redu predsjednik Gabona od 2009. godine.
Sin je Omara Bongoa, predsjednika Gabona od 1967. do svoje smrti 2009. godine. Također je i predsjednik vladajuće Gabonske demokratske stranke.
Nakon studiranja prava 1981., postao je član vladajuće gabonske Demokratske stranke. Na Trećem izvanrednom kongresu GDS-a 1983., bio je izabran za člana Središnjeg odbora stranke, a od 1986. bio je član Politbiroa. Njegov otac mu je 1989. dodijelio funkciju ministra vanjskih poslova i suradnje.
Na prvim višestranačkim izborima 1990., postao je zastupnik u Narodnoj skupštini Gabona i tijekom 1990.-ih vršio više funkcija u vladi, a od 1999. bio je ministar za narodnu obranu. Na izborima 2001. i 2006. ponovo je bio izabran za zastupnika u skupštini. Ali Bongo je napredovao u političkoj karijeri, a javnost je pretpostavljala da ga njegov otac priprema za svog nasljednika na mjestu predsjednika države.
Dugogodišnji predsjednik Omar Bongo umro je u bolnici u Španjolskoj 8. lipnja 2009. godine. Na predsjedničkim izborima održanima 30. kolovoza 2009., Ali Bongo bio je jedan od desetorice predsjedničkih kandidata. Objavljeno je, da je Ali Bongo osvojio 42 posto glasova, nakon čega je proglasio pobjedu. Kao odgovor na optužbe, da su izbori bili prijevara, Državno povjerenstvo ponovno je prebrojalo glasove i potvrdilo Bongovu pobjedu. Mandat mu je otpočeo 16. listopada 2009. godine.
Održava dobre odnose sa Zapadom. Bio je u posjeti Baracku Obami 9. lipnja 2011. godine. Posjeduje velik broj skupocjenih nekretnina u Francuskoj i SAD-u.

## Vanjske poveznice
|  | Zajednički poslužitelj ima još gradiva o temi Ali Bongo Ondimba |